# Steeds weer (André Hazes jr.)
Steeds weer is een lied van de Nederlandse zanger André Hazes jr.. Het werd in 2017 als single uitgebracht en stond in hetzelfde jaar als tweede track op het album Wijzer.

## Achtergrond
Steeds weer is geschreven door Edwin van Hoevelaak, Marcel Fisser, Bram Koning en André Hazes jr. en geproduceerd door Van Hoevelaak. Het is een lied uit de genres levenspop, nederpop en poprock. In het lied zingt de artiest over een persoon die hij continu in zijn gedachten heeft, over droomt en die hij om zich heen voelt en met zich meedraagt. 

## Hitnoteringen
De zanger had weinig succes met het lied in de Nederlandse hitlijsten. Er was geen notering in de Single Top 100 en ook de Top 40 werd niet bereikt. Bij laatstgenoemde was er wel de zesde positie in de Tipparade.